# Сарапій Едуард Євгенович
Едуард Євгенович Сарапій (нар. 12 травня 1999, Запоріжжя, Україна) — український футболіст, центральний захисник «Полісся».

## Клубна кар'єра
Народився в Запоріжжі. З 6-річного віку займався в місцевій ДЮСШ «Металург», перший тренер — Юрій Маркін. В 11-річному віці перейшов до академії «Динамо», у футболці якого до 2016 року виступав у ДЮФЛУ.
Дорослу футбольну кар'єру розпочав 2016 року в складі клубу «Таврія-Скіф», який виступав у чемпіонаті Запорізької області та аматорському чемпіонаті України. На початку серпня 2018 року приєднався до новоствореного МФК «Металург», який у сезоні 2017/18 років також виступав у чемпіонаті Запорізької області та аматорському чемпіонаті України. На професіональному рівні дебютував у складі запорізької команди 18 липня 2018 року в переможному (2:0) виїзному поєдинку першого кваліфікаційного раунду кубку України проти хмельницького «Поділля». Едуард вийшов на поле з капітанською пов'язкою в стартовому складі та відіграв увесь матч, а на 74-ій хвилині відзначився своїм першим голом у професіональному футболі. У Другій лізі України дебютував 22 липня 2018 року в програному (0:1) виїзному поєдинку 1-го туру групи Б проти одеського «Реал Фарми». Сарапій вийшов на поле в стартовому складі та відіграв увесь матч, а на 20-ій хвилині отримав жовту картку. Першим голом у професіональному футболі відзначився 28 липня 2018 року на 23-ій хвилині (реалізував пенальті) переможного (4:0) домашнього поєдинку 2-го туру групи Б Другої ліги України проти «Миколаєва-2». Едуард вийшов на поле в стартовому складі, на 70-ій хвилині отримав жовту картку, а на 74-ій хвилині його замінив Олександр Зейналов. У сезоні 2018/19 років допоміг «металургам» посісти друге місце в групі Б Другої ліги та підвищитися в класі. У червні 2019 року побував на перегляді у «Дніпрі-1», але до підписання контракту справа так і не дійшла й гравець повернувся до «Металурга». У Першій лізі України дебютував 10 серпня 2019 року в програному (0:2) домашньому поєдинку 3-го туру проти петрівського «Інгульця». Едуард вийшов на поле в стартовому складі, а на 82-ій хвилині його замінив Олексій Сидоров. У Першій лізі України першим голом відзначився 8 вересня 2020 року на 33-ій хвилині (реалізував пенальті) переможного (3:0) виїзного поєдинку 8-го туру проти «Черкащини». Сарапій вийшов на поле в стартовому складі та відіграв увесь матч. У сезоні 2019/20 років запорожці посіли передостаннє 15-те місце в Першій лізі та повернувся до Другої ліги.
У середині черіня 2021 року залишив «Металург», а вже в середині липня того ж року підписав контракт з «Металістом». У футболці харківського клубу дебютував 26 липня 2021 року в переможному (2:0) виїзного поєдинку 1-го туру Першої ліги України проти «Альянса» з Липової Долини. Едуард вийшов на поле в стартовому складі та відіграв увесь матч, а на 80-ій хвилині отримав жовту картку.
У липні 2022 року став гравцем «Дніпра-1», перейшовши до стану дніпрян з «Металіста» разом з тренерами Олександром Кучером та Юрієм Ушмаєвим, віцепрезидентом харківського клубу Євгеном Красніковим і ще чотирма футболістами — Володимиром Танчиком, Сергієм Горбуновим, Владиславом Рибаком та Русланом Бабенком. У першій частині сезону 2022/23 Сарапій виступав за дніпрян на умовах оренди з «Металіста», а перед другою половиною сезону підписав з «Дніпром-1» повноцінний контракт.

## Кар'єра в збірній
У футболці юнацької збірної України (U-17) дебютував 13 жовтня 2018 року в переможному (11:0) поєдинку кваліфікації юнацького чемпіонату України (U-17) проти однолітків з Гібралтару. З 2018 по 2019 рік дівчі виходив на поле в матчах юнацької збірної України (U-17).

## Досягнення
«Дніпро-1»:
 Срібний призер чемпіонату України: 2022/23